# Zona franca en la República Dominicana
Las Zonas Francas Industriales en República Dominicana empiezan su desarrollo en la República Dominicana hacia 1969 con la instalación de una Zona Franca Industrial en la ciudad de La Romana. Esta primera zona fue impulsada por la empresa transnacional Gulf and Western Americas Corporation, que venía operando en el país fundamentalmente en el sector azucarero desde 1967, año en que adquirió el central propiedad de la South Porto Rico Sugar Company. Este primer parque de zonas francas fue instalado apenas un año después de la promulgación de la Ley 299 de "Incentivo y Protección Industrial". Esta legislación es la que establecía estímulos importantes en términos de exoneraciones impositivas para las empresas que en lo adelante se establecieran en las zonas francas industriales y dedicaran su producción a la exportación.
La segunda zona franca industrial nace en 1972 con el auspicio del sector público a través de la Corporación de Fomento Industrial (CFI), entidad descentralizada del Estado que en el presente sigue encargada de su administración y operación. Esta segunda zona está ubicada en la ciudad de San Pedro de Macorís.
En 1973 surgió otra zona franca industrial localizada en la ciudad de Santiago de los Caballeros y fue creada por el sector público pero, a diferencia de la San Pedro de Macorís, la administración y operación de la misma fue delegada en una corporación sin fines de lucro creada al efecto, bajo la dirección de experimentados empresarios de la región norte.
Actualmente el sector de Zonas Francas de la República Dominicana posee unos 150.000 empleados en toda la geografía nacional, distribuidos de la siguiente manera: 46% Región Norte, 12% Región Este, 25% Distrito Nacional y 17% Región Sur. Las exportaciones realizadas por las zonas francas durante el año 2014 sobrepasaron los US$5.2 millones de dólares.
Actualmente las Zonas Francas se han convertido en uno de los sectores más dinámicos de la economía dominicana y en vínculo estratégico con los más importantes mercados internacionales. Con cerca de 614 empresas establecidas en 60 parques industriales.